# Marcel Lambert
Marcel Lambert (1876 – ?) va ser un futbolista francès que va competir a cavall del segle xix i el segle xx. El 1900 va prendre part en els Jocs Olímpics de París, on guanyà la medalla de plata com a membre de la selecció francesa, representada per la Union des sociétés françaises de sports athlétiques.